# Callopistria recurvata
Callopistria recurvata är en fjärilsart som beskrevs av Moore 1882. Callopistria recurvata ingår i släktet Callopistria och familjen nattflyn. Inga underarter finns listade i Catalogue of Life.